# 能量稳态
能量稳态（英文：Energy homeostasis）或能量平衡的稳态控制，在生物学中，是一个生物过程，涉及食物摄入（能量流入）和能量消耗（能量流出）的协调稳态调节。人脑，尤其是下丘脑会通过整合许多传递能量平衡信息的生化信号，在调节能量稳态和产生饥饿感方面发挥着核心作用。50%的葡萄糖代谢能量立即转化为热量。
能量稳态是生物能量学的一个重要方面。

## 定义
在美国，生物能量用大写C（即千卡）的能量单位卡路里表示。它等于将1公斤水的温度升高1°C所需的能量（约4.18kJ）。
通过生物合成反应的能量平衡可以用以下等式测量：
能量摄入（来自食物和液体）= 能量消耗（通过做功和产生的热量）+ 储存能量的变化（身体脂肪和糖原储存）
热力学第一定律指出，能量既不能被创造也不能被摧毁。但是能量可以从一种形式的能量转换为另一种形式的能量。因此，当摄入一卡路里的食物能量时，体内会出现三种特殊效果之一：其中一部分卡路里可能以体脂、甘油三酯或糖原的形式储存起来、一部分卡路里转移到细胞中并以三磷酸腺苷（ATP，即一种辅因子）或相关化合物的形式转化为化学能、或者有可能以热量的形式消散。

## 能量

### 摄入
能量摄入量是通过从食物和液体中摄入的卡路里量来衡量的。能量摄入受饥饿（主要受下丘脑调节）和选择（由负责刺激控制（即操作性条件反射和经典条件反射）和对饮食行为有执行功能的大脑结构集决定）的调节。饥饿部分受下丘脑中某些肽激素和神经肽（例如胰岛素、瘦素、饥饿素和神经肽Y等）的作用调节。

### 消耗
能量消耗主要是内部产生的热量和外部工作的总和。产生的内部热量主要是基础代谢率（BMR）和食物诱导产热（SDA或TEF或DIT）的总和。而外部工作可以通过测量身体活动水平（PAL）来估算。

### 失衡
设定点理论于1953年首次推出，假设每个身体都有一个预先设定的体重，并具有调节机制来补偿。这一理论很快被采用并用于解释在开发有效和持续的减肥程序方面的失败。于2019年对人类多种体重变化干预措施（包括节食、锻炼和暴饮暴食）进行的系统评价发现，所有这些程序都存在系统性“能量错误”，即卡路里的无补偿损失或增加。这表明身体不能精确地补偿能量和卡路里摄入的误差，这与设定点理论的假设相反，并可能解释体重减轻和体重增加（如肥胖）。这项审查是针对短期研究进行的，因此从长远来看，不能排除设定点理论的可能，因为目前缺乏这个时间框架的证据。

### 正平衡
正平衡是能量摄入高于外部工作和其他身体能量消耗的结果。
主要可预防的原因是：
- 暴饮暴食，导致能量摄入增加。
- 坐式生活型态，通过外部工作减少能量消耗。

正平衡导致能量以脂肪或肌肉的形式储存，这会导致体重增加。随着时间的推移，可能会出现超重和肥胖，从而导致并发症。

### 负平衡
负平衡是能量摄入少于外部工作和其他身体能量消耗的结果。
主要原因是：
- 食欲不振
- 神经性厌食症
- 胃肠道疾病（英语：Gastrointestinal disease）等医学状况
- 禁食或缺乏食物等某些情况而导致的饮食不足
- 甲状腺功能亢进症。

### 需求
正常的能量需求以及正常的能量摄入主要取决于年龄、性别和体力活动水平（PAL）。联合国粮食及农业组织（FAO）编制了一份关于人类能源需求的详细报告。一种较旧但常用且相当准确的方法是哈里斯-本尼迪克特方程。
然而，目前正在进行的研究表明，将卡路里限制在低于正常值是否具有有益效果，即使它们在非灵长类动物中显示出积极的迹象，但仍然不确定卡路里限制是否对人类和其他灵长类动物的寿命有影响。卡路里限制可以被视为在较低的摄入量和消耗量下达到能量平衡。从这个意义上说，通常不是能量不平衡，除了最初的不平衡，即减少的消耗尚未与减少的摄入量相匹配。

## 社会
关于能量平衡信息一直存在争议，这些信息淡化了食品工业团体所提倡的能量摄入。